# Ali Asadov
Pour les articles homonymes, voir Asadov.
Ali Hidayat oğlu Asadov (azéri : Əli Hidayət oğlu Əsədov), né le 30 novembre 1956 à Bakou, est un homme politique azerbaïdjanais. Il est Premier ministre depuis le 8 octobre 2019.

## Biographie

### Jeunesse et formation
En 1974, Ali Asadov est diplômé de l'école secondaire n° 134 à Bakou, et entre à l'Université russe d'économie Plekhanov à Moscou, dont il est diplômé en 1978. Il sert dans l'armée de 1978 à 1980. 

### Carrière politique
Le 8 octobre 2019, il est nommé Premier ministre par le président Ilham Aliyev,. Il est nommé au même poste, par le même président, le 16 février 2024.